# اویستاین پترشن
اویستاین پترشن (انگلیسی: Øystein Pettersen؛ زادهٔ ۱۹ ژانویهٔ ۱۹۸۳) اسکی‌باز صحرانوردی اهل نروژ است.